# Panckoucke
Panckoucke är en fransk boktryckar- och författarsläkt.
André Joseph Panckoucke (1700-1758), skrev bland annat Dictionnaire des proverbes français (1749-50) och L'art de désopiler la rate (1754). Hans son Charles Joseph Panckoucke (1734-1798) grundade ett tryckeri och förlag i Paris samt utgav tidskriften Le Moniteur Universel samt även egna arbeten. Bland förlagsartiklar märks Voltaire och Georges-Louis Leclerc de Buffons arbeten samt det stora verket Encyclopédie méthodique (166 band, 1781-1832). Charles Joseph Panckouckes son Charles Louis Fleury Panckoucke (1780-1844) utgav bland annat jätteverken Dictionnaire des sciences médicales (60 band, 1812), Expédition des français en Égypte (26 band, 1821-30) och Biblithèque latine française (211 band, 1825-50). Charles Louis Fleury Panckouckes son Ernest Panckoucke (1808-1886) utgav Victoires, conquètes... des français (24 band, 1834-35).